# العلاقات البوتسوانية الدومينيكية
العلاقات البوتسوانية الدومينيكية هي العلاقات الثنائية التي تجمع بين بوتسوانا ودومينيكا.

## مقارنة بين البلدين
هذه مقارنة عامة ومرجعية للدولتين:
| وجه المقارنة                                              | بوتسوانا                       | دومينيكا              |
| --------------------------------------------------------- | ------------------------------ | --------------------- |
| المساحة (كم2)                                             | 581.74 ألف                     | 751                   |
| عدد السكان (نسمة)                                         | 2.29 مليون                     | 73.92 ألف             |
| الكثافة السكانية (ن./كم²)                                 | 3.94                           | 9.84 ألف              |
| العاصمة                                                   | غابورون                        | روسو                  |
| اللغة الرسمية                                             | لغة إنجليزية                   | لغة إنجليزية          |
| العملة                                                    | بولا بوتسواني                  | دولار شرق الكاريبي    |
| الناتج المحلي الإجمالي (بليون دولار)                      | 17.41 مليار                    | 562.54 مليون          |
| الناتج المحلي الإجمالي (تعادل القوة الشرائية) بليون دولار | 35.84 مليار                    | 789.63 مليون          |
| الناتج المحلي الإجمالي الاسمي للفرد دولار أمريكي          | 6.36 ألف                       | 7.12 ألف              |
| الناتج المحلي الإجمالي للفرد دولار أمريكي                 | 16.10 ألف                      | 10.88 ألف             |
| مؤشر التنمية البشرية                                      | 0.698                          | 0.724                 |
| رمز المكالمات الدولي                                      | +267                           | +1767                 |
| رمز الإنترنت                                              | .bw                            | .dm                   |
| المنطقة الزمنية                                           | ت ع م+02:00، توقيت وسط إفريقيا | 00، توقيت أطلنطي موحد |

## منظمات دولية مشتركة
يشترك البلدان في عضوية مجموعة من المنظمات الدولية، منها:
| علم المنظمة | اسم المنظمة                                 | تاريخ انضمام بوتسوانا | تاريخ انضمام دومينيكا |
| ----------- | ------------------------------------------- | --------------------- | --------------------- |
|             | مؤسسة التنمية الدولية                       | 24 يوليو 1968         | 29 سبتمبر 1980        |
|             | يونسكو                                      | 16 يناير 1980         | 9 يناير 1979          |
|             | وكالة ضمان الاستثمار متعدد الأطراف          | 15 مايو 1990          | 7 أكتوبر 1991         |
|             | الأمم المتحدة                               | 17 أكتوبر 1966        | 18 ديسمبر 1978        |
|             | مجموعة دول أفريقيا والكاريبي والمحيط الهادئ | ?                     | ?                     |
|             | دول الكومنولث                               | ?                     | ?                     |
|             | الاتحاد البريدي العالمي                     | ?                     | ?                     |
|             | البنك الدولي للإنشاء والتعمير               | 24 يوليو 1968         | 29 سبتمبر 1980        |
|             | الاتحاد الدولي للاتصالات                    | 2 أبريل 1968          | 28 أكتوبر 1996        |
|             | منظمة حظر الأسلحة الكيميائية                | ?                     | ?                     |
|             | مؤسسة التمويل الدولية                       | 23 مارس 1979          | 29 سبتمبر 1980        |
|             | منظمة التجارة العالمية                      | ?                     | ?                     |
|             | منظمة الشرطة الجنائية الدولية               | ?                     | ?                     |

## وصلات خارجية
- موقع وزارة الخارجية البوتسوانية